# Université Rennes-I
L’université Rennes-I, stylisée Rennes 1, et parfois désignée avec la préposition « de », est une ancienne université publique située à Rennes dans le département français d'Ille-et-Vilaine en région Bretagne. Elle a été créée en 1970, son origine remonte à la création de l’université ducale de Bretagne en 1460 à Nantes. Elle est devenue l'université de Rennes le 1er janvier 2023.
Elle dispose de trois campus à Rennes (30 630 étudiants pour l'année universitaire 2018-2019). Celui du centre héberge les domaines du droit et de l'économie (8 250 étudiants), celui de Beaulieu les sciences, technologie, ingénierie et mathématiques (STIM) et la philosophie (8 794 étudiants), et celui de Villejean la médecine, la pharmacie et l'odontologie (6 376 étudiants). L'université possède également plusieurs sites d'enseignements délocalisés à Lannion (1 215 étudiants) Saint-Brieuc (1 050 étudiants) et Saint-Malo (713 étudiants).
L'université possède également des sites d'expérimentations, notamment à Monterfil. Mais également des stations biologiques, à Paimpont ou sur l'Île Bailleron.
L'université est spécialisée dans des disciplines de sciences, technologie, ingénierie et mathématiques (mathématiques, sciences physiques, chimie, biologie, écologie, informatique, géologie), les « sciences médicales » (médecine, pharmacie, odontologie), et les « sciences humaines et sociales » (droit, science politique, philosophie, économie, gestion).
Elle est membre de plusieurs pôles de recherche comme l'université européenne de Bretagne, dont elle est cofondatrice et qui regroupe les principaux centres de recherche bretons, ou encore de la Coordination des universités de recherche intensive françaises qui regroupe les 17 plus grandes universités de recherche françaises.
Au 1er janvier 2023, la nouvelle université de Rennes remplace l'université de Rennes 1 et intègre en tant que membre associé l'université Rennes-II. Le 24 novembre 2022, le décret portant création de l'université de Rennes et intégration de l'École des hautes études en santé publique, l'École nationale supérieure de chimie de Rennes, l'École normale supérieure de Rennes, l'Institut d'études politiques de Rennes et l'Institut national des sciences appliquées de Rennes en tant qu'établissements-composantes est publié au Journal officiel pour une entrée en vigueur le 1er janvier 2023.

## Historique

### Fondation de l'université de Bretagne

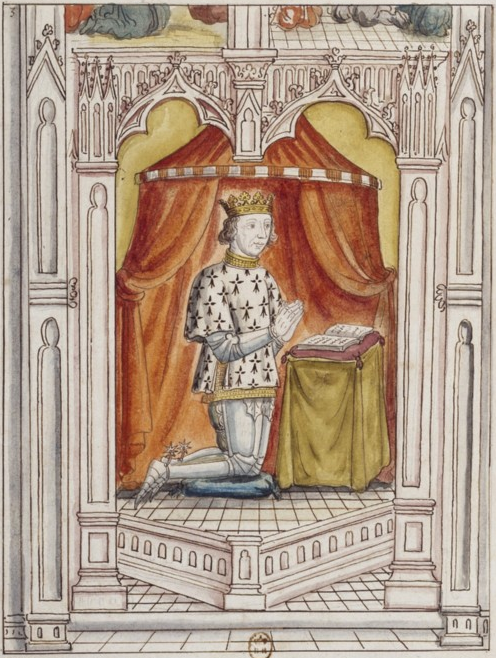
François II, duc de Bretagne.

L'université ducale de Bretagne est fondée par Bertrand Milon le 4 avril 1460, à l'initiative du duc François II de Bretagne, et ce par une bulle pontificale du pape Pie II, donnée à Sienne. Celle-ci incarne le vœu de François II d'affirmer son indépendance vis-à-vis du roi de France, alors qu'aux abords du duché à Angers en 1432, Poitiers en 1432 et Bordeaux en 1441 s'ouvre des universités. Créée sous la forme d'un studium generale, cette université peut enseigner toutes les disciplines traditionnelles : arts, théologie, droit et médecine. La population d'étudiants entre la fin du XVe siècle et durant les deux siècles suivants croit pour atteindre le millier, voire 1 500 étudiants, selon les estimations les plus hautes.
Au début du XVIIIe siècle, l'université rentre dans une phase de déclin. Nantes est tout entière tournée vers le commerce et que ses élites s'intéressent peu à cette institution. En 1728, le maire de Nantes, Gérard Mellier, écrit que l'université bretonne serait mieux placée « à Rennes, pays de lettres, qu'à Nantes où l'on ne respire que le commerce ». Par conséquent, la faculté de droit est effectivement transférée à Rennes en 1735 où siège le Parlement de Bretagne. Les facultés de lettres, de théologie et de médecine sont conservées à Nantes, mais celle de médecine était déclinante, et celle de théologie minée par l'influence du jansénisme. La Révolution signe la fin des universités d'Ancien Régime. En 1793, la Convention nationale ordonne la suppression de toutes les universités et facultés.

### Essor des facultés à Rennes

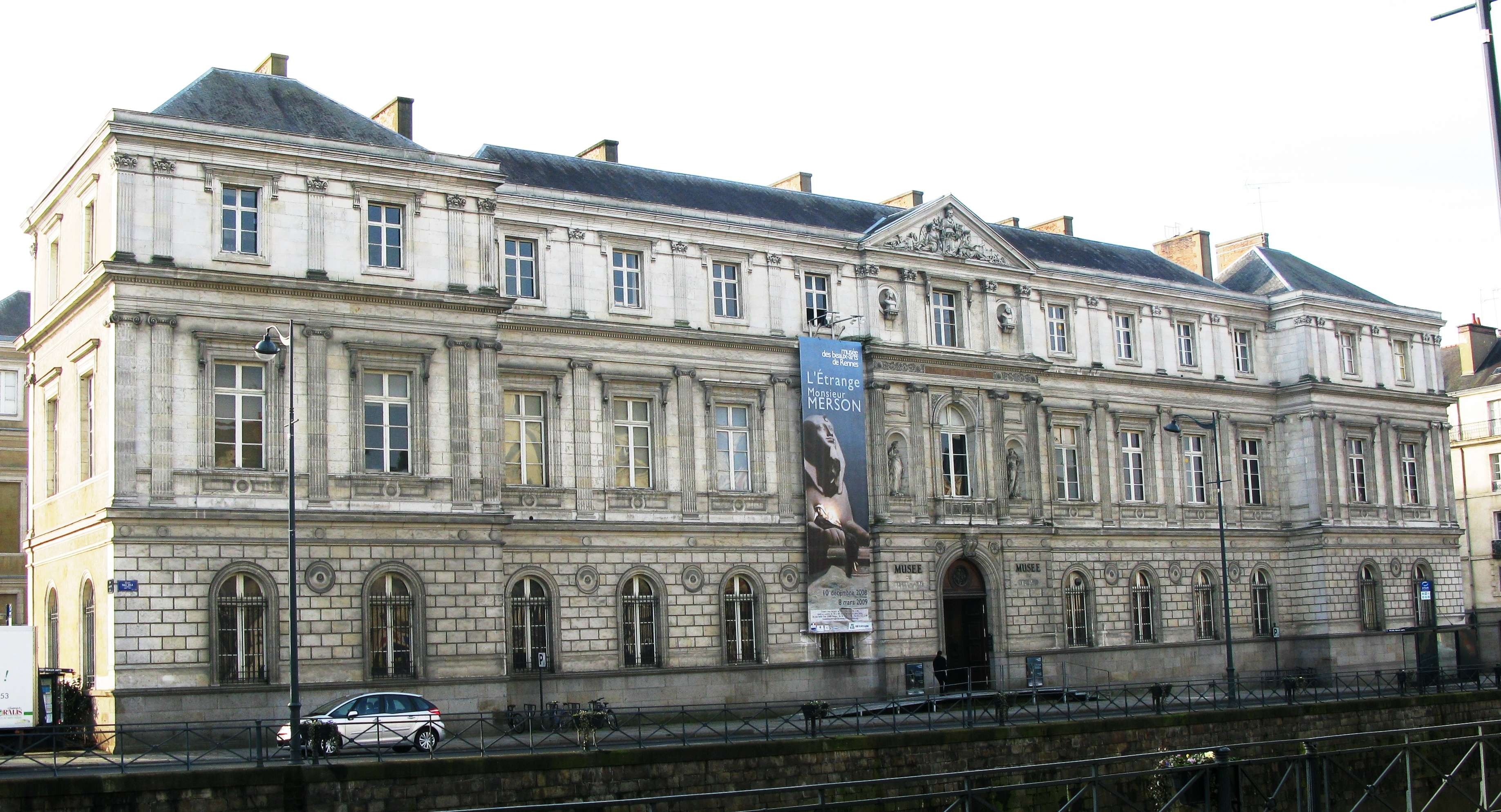
L'ancien palais universitaire de l'université de Rennes, actuel musée des beaux-arts.

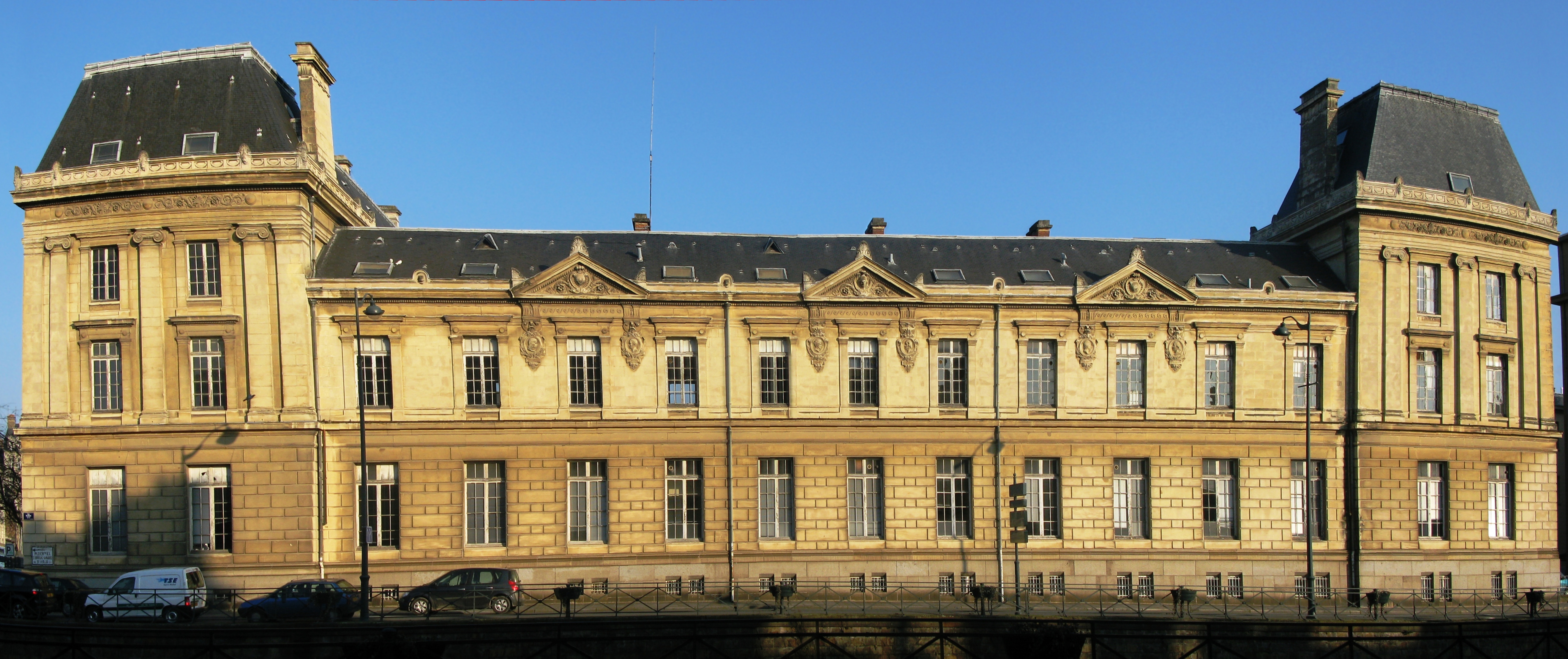
Ancienne faculté des sciences.

En 1806, Napoléon Ier réorganise l'ensemble du système d'enseignement français en instituant l'université impériale, la faculté de droit est rétablie à Rennes. Nantes est oublié par ce décret, et ne verra rouvrir une université sur son territoire qu'à la suite d'un décret du 29 décembre 1961.
En 1810, une faculté des lettres est créée également à Rennes avec, à partir de 1839, cinq chaires (littérature française, littérature ancienne, littérature étrangère, histoire, philosophie). Une faculté des sciences est créée, toujours à Rennes, en 1840. Ces trois facultés restent sans lien institutionnel entre elles jusqu'à la création en 1885 d'un Conseil des facultés qui prend en 1896 le nom d'université de Rennes. Au milieu du XIXe siècle, l'ensemble de ces facultés sont rassemblées dans le palais universitaire situé quai Émile Zola. Elles sont ensuite éparpillées dans le centre-ville de Rennes.
C'est ainsi que la faculté de lettres s'installe, en 1909, dans l'ancien séminaire acquis par la ville qui jouxte la place Hoche.
En 1954, l'école de médecine et pharmacie devient faculté de médecine. Jusqu'en 1969, l'université de Rennes comprend donc quatre facultés : droit, lettres, sciences, médecine.

### Scission de l'université de Rennes
L'université de Rennes 1, héritière de l'ancienne université de Bretagne, est issue de la faculté de droit, créée en 1735.
En 1969, par une volonté d'essor des universités, la loi d'orientation de l'enseignement supérieur consacre la création de deux universités à Rennes (universités Rennes 1 et Rennes 2).
À l'heure actuelle, les deux universités Rennes 1 et Rennes 2 réfléchissent à fusionner pour créer une seule et même université rennaise. Il faut remonter aux évènements de 1968 et aux lois d'Edgar Faure pour voir la disparition des facultés et la création de deux universités à Rennes dans un climat plutôt tumultueux. Cette dualité n'est pas unique à Rennes mais aujourd'hui à l'heure de la mondialisation, la tendance serait plutôt à la réunion, afin d'obtenir une meilleure visibilité à l'étranger ainsi qu'une mutualisation des moyens. Bertrand Fortin et François Mouret, respectivement présidents de Rennes 1 et Rennes 2, se sont montrés partisans d'une réunification, resserrant les liens et cultivant les partenariats. Si la fusion, envisagée pour 2016, se produit, l'université de Rennes serait, avec ses plus de 40 000 étudiants, une importante université française.
En attendant une éventuelle fusion des deux universités rennaises, de l'ENS Chimie Rennes, de l'INSA et  de l'IEP de Rennes au sein d'un nouvel établissement intégratif de type expérimental, envisagé pour 2019, les universités et écoles bretonnes se sont associées dans le cadre d'un PRES afin de mettre en avant la recherche bretonne. Cette association est l'université européenne de Bretagne (UEB), visant à permettre une meilleure visibilité internationale aux établissements bretons à travers notamment une signature commune. L'UEB a été remplacée en 2016 par l'université Bretagne-Loire (UBL), elle-même dissoute en 2019.

### Refondation de l'université de Rennes
Le 24 novembre 2022, le décret portant création de l'université de Rennes et intégration de l'École des hautes études en santé publique, l'École nationale supérieure de chimie de Rennes, l'École normale supérieure de Rennes, l'Institut d'études politiques de Rennes et l'Institut national des sciences appliquées de Rennes en tant qu'établissements-composantes est publié au Journal officiel pour une entrée en vigueur le 1er janvier 2023.

### Présidents de l'université de Rennes 1

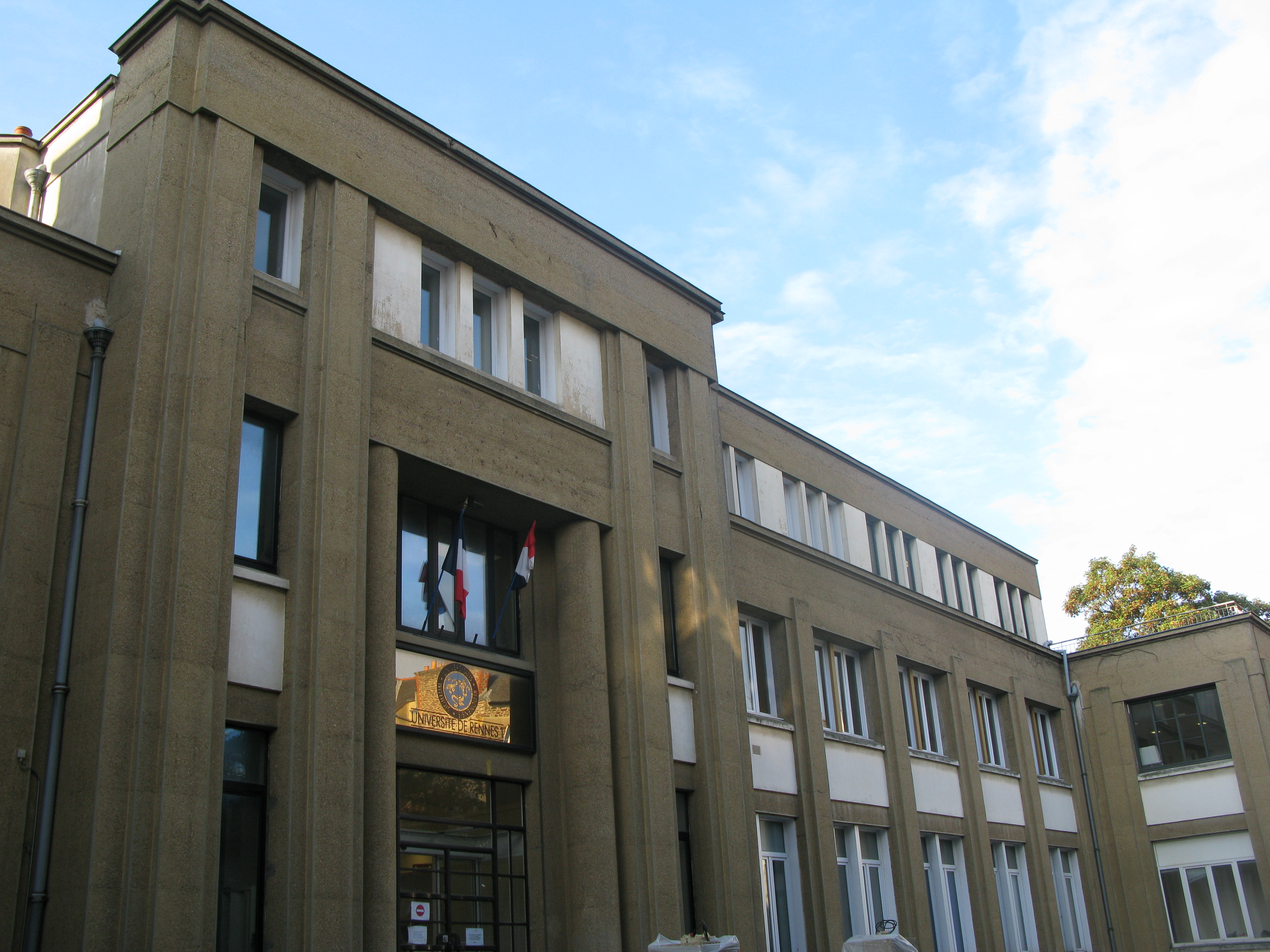
La présidence de l'université.

Depuis la création de l’université, neuf présidents se sont succédé à la tête de l’établissement. Le président actuel[Quand ?] de l’université est David Alis.
Chronologie des présidents de l'université
- 1971-1976 : Claude Champaud[14]
- 1976-1979 : René Dabard
- 1979-1989 : Jean-Pierre Curtes[r 3]
- 1989-1994 : Jean-Claude Hardouin[15]
- 1994-1999 : Jacques Lenfant[16]
- 1999-2003 : Patrick Navatte[17]
- 2003-2008 : Bertrand Fortin
- 2008-2016 : Guy Cathelineau[18]
- Depuis 2016 : David Alis

## Administration
L'université possède plusieurs conseils pour assurer son fonctionnement :
- le conseil d'administration (CA) qui définit la politique générale de l'établissement, vote son budget et prend toutes les décisions importantes en matière de gestion ;
- le conseil scientifique (CS) qui définit la politique de recherche et de valorisation ;
- le conseil des études et de la vie universitaire (CEVU) qui propose les orientations pédagogiques et veille à la qualité de la vie universitaire ;
- diverses commissions (des finances, des statuts, des relations internationales, paritaire d'établissement, d'hygiène et sécurité, culture scientifique et technique, de valorisation).

Toutefois, le 18 décembre 2012, l'université a été placée sous tutelle du rectorat de l'académie de Rennes en raison d'un déficit budgétaire pour les années 2010 et 2011.

## Structure
Conformément au code de l'éducation qui fixe l’organisation légale des universités publiques en France, l’université de Rennes 1 se découpe en plusieurs composantes. On trouve d’une part des unités de formation et de recherche (UFR), qui sont au nombre de dix, et d’autre part les « instituts et écoles », dont six instituts et deux écoles d'ingénieur.

### Unités de formation et de recherche

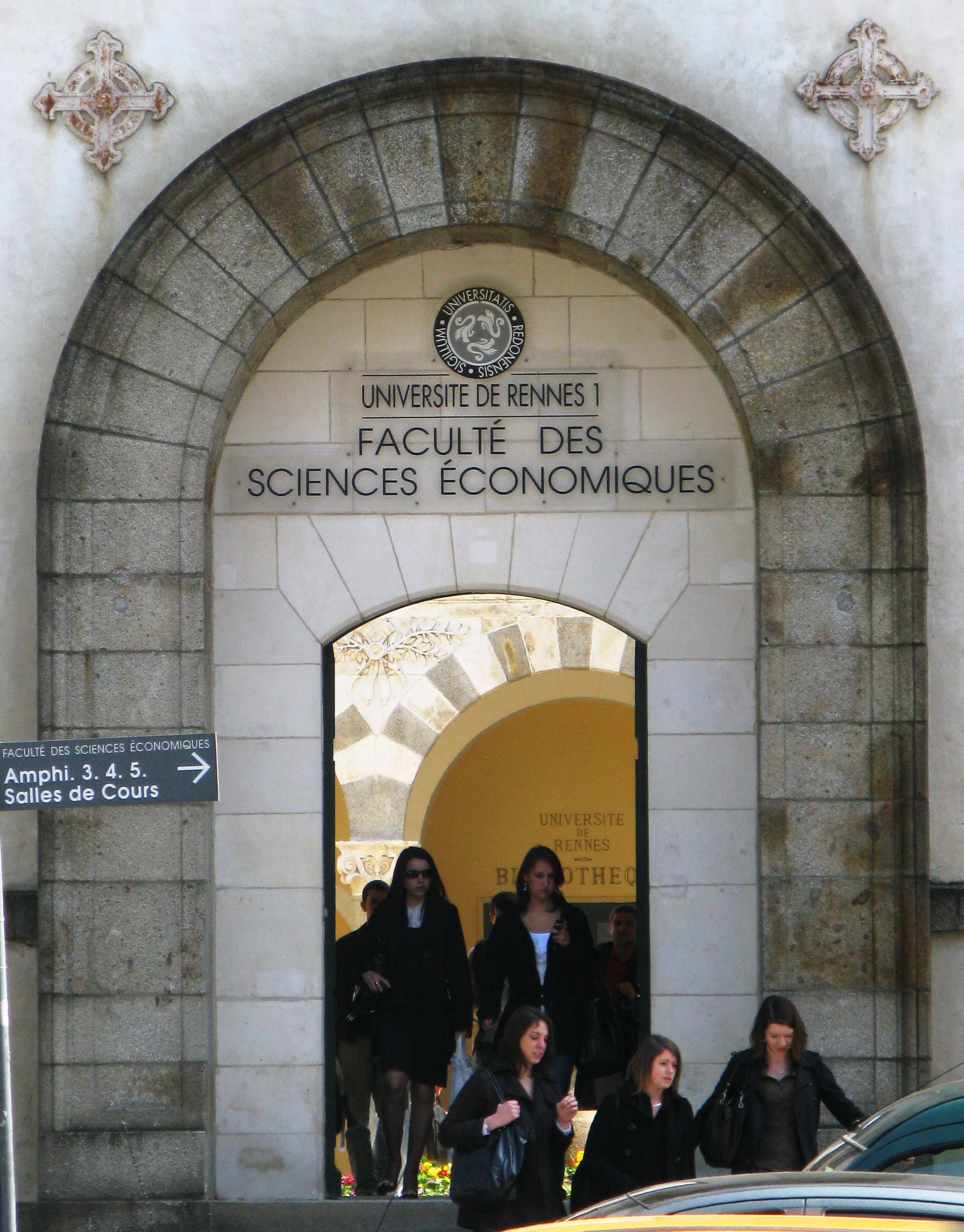
Entrée de la faculté des sciences économiques.

L’université est structurée autour de dix unités de formation et de recherche et d'un observatoire (OSUR). Elles ont la charge de la formation des étudiants, mais aussi d’une partie des activités de recherche via des laboratoires de recherche et des instituts. Certains de ces derniers peuvent être communs à d’autres établissements d'enseignement et de recherche. L’accession en premier cycle se fait de droit pour tous les titulaires d’un baccalauréat ou d’un titre équivalent.
Le secteur santé compte trois de ces UFR, toutes situées sur le campus de Villejean : 
- l'UFR de médecine qui compte près de 3 500 étudiants (doyen : Eric Bellissant) ;
- l'UFR de pharmacie qui forme environ 1 000 étudiants (doyen : Laurent Vernhet) ;
- l'UFR d'odontologie qui compte près de 500 étudiants (doyenne : Sylvie Jeanne).

Le secteur des sciences humaines compte trois de ces UFR, réparties entre le campus du centre et le campus de Beaulieu : 
- l'UFR de droit et de science politique qui forme près de 5 000 étudiants (doyen : Frédéric Lambert) ;
- l'UFR des sciences économiques qui forme 2 700 étudiants (doyen : Thierry Pénard) ;
- l'UFR de philosophie qui compte quelque 250 étudiants (directeur : François Calori).

Le secteur science compte quatre de ces UFR, toutes situées sur le campus de Beaulieu : 
- l'UFR de mathématiques qui compte 900 étudiants (directeur : Jean-Marie Lion) ;
- l'UFR des sciences et propriétés de la matière qui compte 1 200 étudiants (directrice : Janine Emile) ;
- l'UFR des sciences de la vie et de l'environnement qui compte près de 2 500 étudiants (directrice : Claire Piquet-Pellorce) ;
- l'UFR de l'informatique électronique qui compte 1 800 étudiants (directrice : Sophie Allain-Bailhache).

Depuis 2012, le secteur science accueille l'observatoire des sciences de l'univers de Rennes (OSUR). Cette nouvelle composante (qui a le statut d'UFR dérogatoire, école interne) assure une mission de formation dans le domaine des sciences de la terre, de l’écologie et de l’environnement ; structure fédérative de recherche, il pilote les recherches en environnement en associant les principaux laboratoires de cette thématique au sein du pôle scientifique rennais ; et en tant qu'observatoire des sciences de l’univers du CNRS (INSU), il assure des missions spécifiques sur l’observation des systèmes planétaires et environnementaux à long terme.

### Écoles et instituts
- L'Institut de gestion de Rennes (IGR) est situé dans le campus du centre. Il forme près de 1 400 étudiants et est dirigé par Gwénaëlle Poilpot-Rocaboy[20]. Il abrite également le CFJM (Centre franco-japonais de management).
- L'Institut de préparation à l'administration générale (IPAG) est situé dans le campus du centre. Il forme environ 150 étudiants et est dirigé par Hélène Muscat.
- L'École nationale supérieure des sciences appliquées et de technologie (ENSSAT) est situé à Lannion dans les Côtes-d'Armor. Elle forme près de 400 étudiants et est dirigée par Marie-Catherine Mouchot.
- L'École supérieure d'ingénieur de Rennes (ESIR) est présente sur le campus de Beaulieu. Elle forme des promotions de 120 étudiants ingénieurs dans les branches de l'informatique, des télécommunications, de l'ingénierie biomédicale, de la domotique et des matériaux fonctionnels. Elle est dirigée par Marylise Buron.

### Instituts universitaires de technologie
L'université de Rennes 1 dispose de quatre instituts universitaires de technologie situés à Rennes et dans d'autres villes bretonnes. Ils forment plus de 3 000 étudiants pour des diplômes de premier cycle universitaire :
1. L'IUT de Rennes : 1 765 étudiants, 148 enseignants-chercheurs, 69 personnels BIATSS. Directeur : Abdelatif Amrane ;
2. L'IUT de Saint-Malo : 681 étudiants, directeur : Abel Kinie ;
3. L'IUT de Lannion : 850 étudiants, directeur : Arnaud Martin ;
4. L'IUT de Saint-Brieuc : 606 étudiants, directeur : Loïc Jégou.

### Écoles doctorales
Auparavant intégrées à l’université de Rennes, les écoles doctorales dépendent de l'université Bretagne Loire depuis le 1er septembre 2017. Neuf écoles doctorales sont présentes à Rennes 1. Elles ont la charge du suivi du millier d'étudiants en troisième cycle universitaire, mais aussi de la gestion des habilitations à diriger des recherches. En 2007, 216 thèses ont été soutenues.
Les écoles doctorales sont :
- l'école doctorale « Mathématiques, télécommunications, informatique, signal, systèmes, électronique » ou MathSTIC[r 6] ;
- l'école doctorale « Sciences de la matière » ou SDLM[r 7] ;
- l'école doctorale « Vie agro santé » ou VAS[r 8] ;
- l'école doctorale « Sciences de l'homme des organisations et de la société » ou SHOS[23].

### Fondation Rennes 1
L’université dispose d'une fondation universitaire, la Fondation Rennes 1. Elle est lancée en avril 2010, avec six membres fondateurs qui participent à hauteur de 100 000 euros par an au budget de celle-ci. Un an plus tard, le nombre de membres fondateurs est de sept, et une quarantaine d'entreprises participent au budget de 2,6 millions d'euros de la fondation.
Elle intervient sur des projets touchant à l'enseignement ou à la recherche. Des forums entreprises ou des festivals étudiants sont financés par ce biais, de même que des semestres de recherches pour les enseignants, des prix pour des thèses, ou la mise en place de chaires de recherche.

## Enseignement et recherche

### Formation
L'université propose plus de 500 diplômes nationaux, plus de 100 diplômes d'université et diverses préparations aux concours et métiers. L'université propose ainsi 18 mentions de licence.
La licence générale est délivrée dans plusieurs domaines qui se déclinent ensuite en mentions puis en spécialités. Il est proposé dans l'université une licence « droit, économie, gestion » qui compte sept mentions, une licence sciences humaines et sociales qui compte une mention, et une licence « sciences, technologies, santé » qui compte dix mentions. Lors de leurs évaluations par l'AERES, quatre de ces mentions ont obtenu la notation A ou A+, 12 la notation B, et deux la notation C,. De plus, l’université propose l’enseignement de vingt licences professionnelles.
De la même façon, le master est délivré dans plusieurs domaines qui se déclinent ensuite en mentions puis en spécialités et éventuellement en parcours. Il est proposé dans cette université un master « sciences et technologies » avec neuf mentions et 36 spécialités, un master « sciences de la vie, de la santé et de l’écologie » avec deux mentions et 19 spécialités, un master « sciences humaines et sociales » avec 15 mentions et 52 spécialités.
L'université prépare aussi à un bon nombre de concours, en relation avec l'IUFM de Bretagne pour les métiers de l'enseignement (CAPES - CAPET - Agrégation), au sein de la faculté de droit et de l'IPAG) pour les métiers de l'administration et les carrières juridiques et aussi le CAPLP.

### Échanges internationaux
L’université est partie prenante dans des programmes d’échanges tels qu’Erasmus ou CREPUQ qui permettent l'accueil et l'échange d'étudiants avec des universités étrangères. Près de 100 protocoles d'échanges sont ainsi en cours.
L'établissement accueille aussi des étudiants étrangers. 2 700 d'entre eux ont été accueillis à l'université en 2008-2009, dont 2 300 dans un cadre individuel et 400 dans le cadre d'un échange. La même année, avec 1,44 % de ses étudiants inscrits issus d'un échange Erasmus, l'université figure à la 15e place des universités françaises pour cette population
L’université est aussi partenaire d’établissements d’enseignement supérieur étrangers par ses deux masters internationaux, le master MaMaself spécialisé dans les matériaux, et le master Europubhealth spécialisé dans la santé.

### Activités de recherche
La recherche à l’université est structurée autour de quarante unités de recherche reconnues dont vingt-six sont associées aux grands organismes de recherche (CNRS, INSERM, INRIA, INRA). Elle est regroupée dans quatre domaines de recherche. L’université de Rennes 1 collabore avec plusieurs groupements d’intérêt scientifique (GIS) et groupements de recherche (GDR). Elle est aussi partenaire du laboratoire international associé SALADYN créé en 2013.

#### Laboratoires de recherche
Cette section ne s'appuie pas, ou pas assez, sur des sources secondaires ou tertiaires indépendantes du sujet. Le texte peut contenir des analyses inexactes ou inédites de sources primaires.
Pour l'améliorer, ajoutez-en, ou placez des modèles {{Source secondaire souhaitée}} ou {{Source secondaire nécessaire}} sur les passages mal sourcés. (novembre 2022)
L'université regroupe ses laboratoires de recherche dans quatre domaines thématiques.
- Domaine mathématiques, sciences et technologie de l'information et de la communication (Math-STIC) :

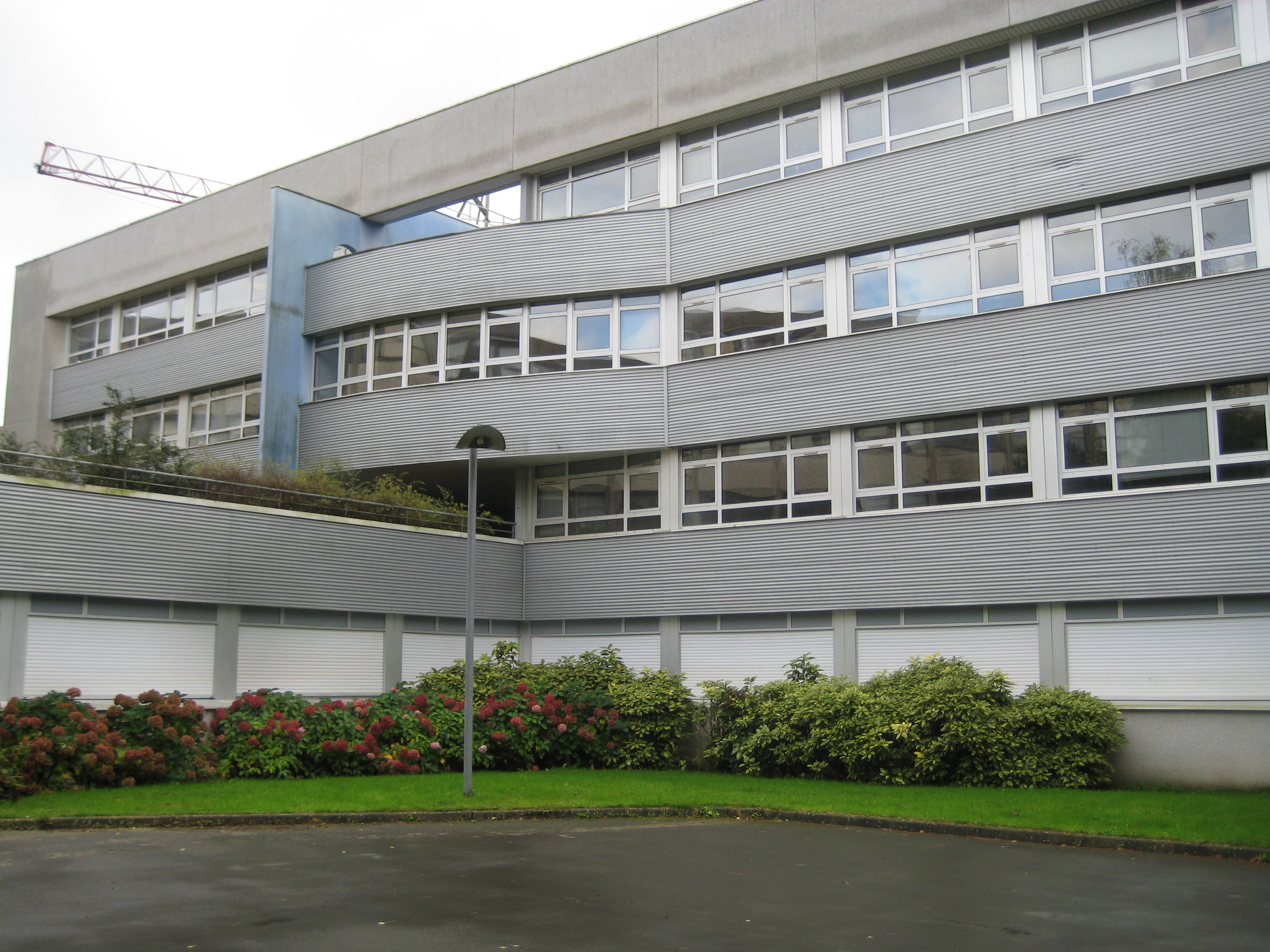
Bâtiment de l'IRISA sur le campus de Beaulieu.

L’« Institut de recherche mathématique de Rennes » (CNRS UMR 6625, abrégé en IRMAR) travaille dans le domaine des mathématiques sur la géométrie, l’analyse et l’aléatoire. Dans le domaine des sciences et technologie de l'information et de la communication, plusieurs laboratoires sont concernés dont l'Institut de recherche en informatique et systèmes aléatoires (UMR CNRS 6074, abrégé en IRISA), le laboratoire « fonctions optiques technologies et l'information » (UMR CNRS 6082, abrégé en FOTON), le « laboratoire traitement du signal et de l'image » (U INSERM 642, abrégé en LTSI), l'« Institut électronique télécommunication de Rennes » (UMR CNRS 6164, abrégé en IETR), et le laboratoire de « traitement des signaux et images multicomposantes multimodal » (JE 2529, abrégé en tsi2m).
- Domaine sciences de la matière (SDLM) :

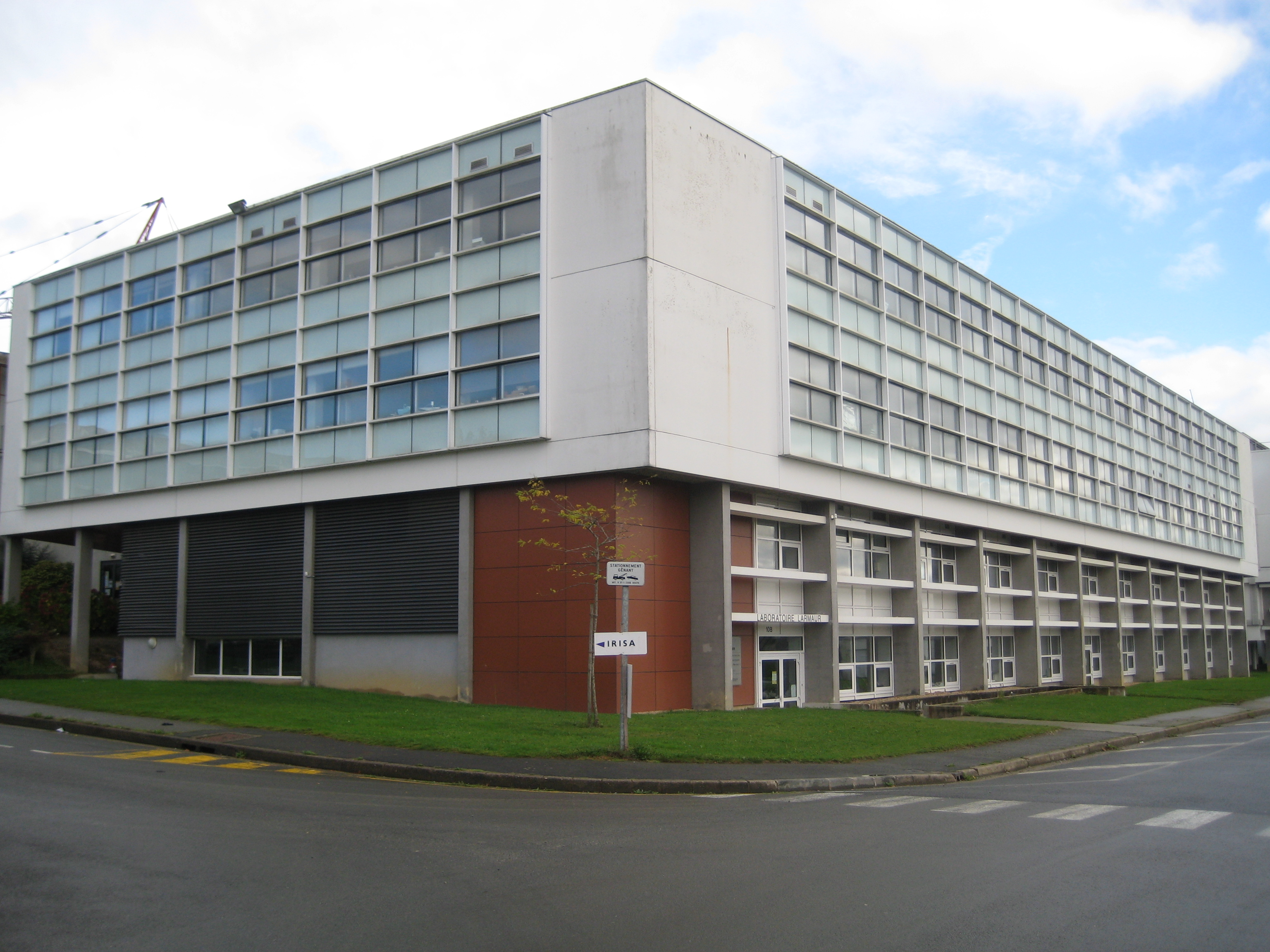
Le bâtiment de l'Institut des sciences chimiques de Rennes et du LARMAUR sur le campus de Beaulieu.

L'« Institut de physique de Rennes » (UMR CNRS 6251, abrégé en IPR) travaille dans le domaine de la physique<. Le laboratoire « géosciences Rennes » (UMR CNRS 6118 de l'OSUR) travaille dans le domaine des sciences de la terre, de l'univers, et de l'espace. La chimie rennaise s'est regroupée au sein de l'Institut des sciences chimiques de Rennes (UMR UR1-CNRS 6226). 200 enseignants et chercheurs travaillent dans cette structure et couvrent l'intégralité des champs de recherche en chimie. Deux laboratoires travaillent dans le domaine des sciences pour l'ingénieur, le « laboratoire de recherche en mécanique appliquée » (ERL CNRS 6274, abrégé en LARMAUR) et le « laboratoire de génie civil et génie mécanique » (EA 3913, abrégé en LGCGM).
- Domaine sciences du vivant (SDV) :

Plusieurs entités travaillent dans le secteur « biologie, médecine, santé »: le centre d'investigation clinique (CIC-p. 0203, abrégé en CIC), le laboratoire « Interactions cellulaires et moléculaires » (UMR CNRS 6026, abrégé en ICM), le laboratoire « éthologie animale et humaine » (UMR CNRS 6552), le « groupe d'étude reproduction chez l'homme et mammifère » (U INSERM 625, abrégé en GERHM), le laboratoire « Neuroimagerie: méthodes et applications » (U1228 Inria/Inserm/CNRS, abrégé en Empenn), le laboratoire « micro-environnement et cancer » (U INSERM 917, abrégé en MICA), le laboratoire de microbiologie (EA 1254), l'équipe « biothérapies innovantes » (URU en émergence 341), l'« Institut de génétique et développement de Rennes » (UMR CNRS 6061), l'équipe « modélisation conceptuelle des connaissances biomédicales » (EA 3888), l'équipe « fonction structure et inactivation d'ARN bactérien » (U INSERM 835), l'équipe « comportements et noyaux gris centraux » (URU-EM 425), l'équipe « signalisation et réponses aux agents infectieux et chimiques » (EA 4427, abrégé en SERAIC), et l'équipe « métabolisme, défenses, cancer » (EA 4428). Plusieurs entités travaillent enfin dans le secteur « agronomie, productions animales et végétales, agroalimentaire »: le laboratoire « Écosystèmes, biodiversité, évolution » (UMR CNRS 6553 de l'OSUR, abrégé en ECOBIO), le laboratoire « écobiologie des insectes parasitoïdes » (UMR INRA 1099, abrégé en BiO3P), et l'équipe « biodiversité fonctionnelle et gestion des territoires » (URU-EM).
- Domaine sciences humaines et sociales (SHS) :

L'équipe « philosophie des normes » (EA 1270) et le centre de recherche archéologie, archéosciences, histoire (UMR CNRS 6566 de l'OSUR, abrégé en CREAAH) travaillent dans le secteur des « sciences de l'homme et des humanités ». Dans l'autre secteur des SHS, celui des « sciences de la société », travaillent plusieurs entités : le Centre de recherches sur l'action politique en Europe (UMR CNRS 6051, abrégé en CRAPE), le centre d’histoire du droit de l’université Rennes I (EA 1271, abrégé en CREHUR), le « laboratoire d'étude du droit public » (EA 2237, abrégé en LEDP), le centre de droit des affaires (EA 3195, abrégé en CDAPR), le « centre d'études et recherche autour de la démocratie » (EA 2238), le « centre de recherche en économie et management » (UMR CNRS 6211, abrégé en CREM).

#### Scientométrie

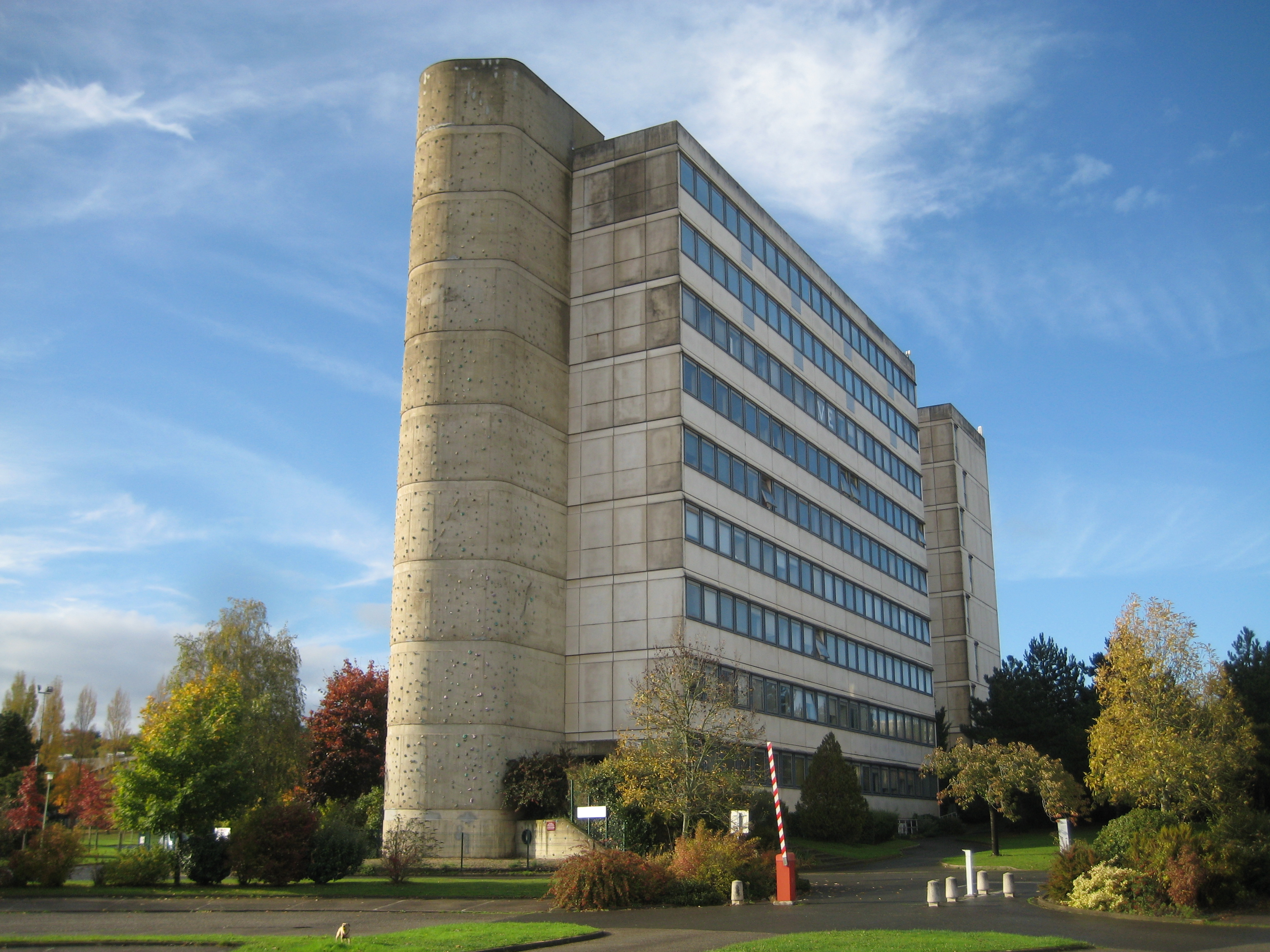
L'UFR de mathématiques, spécialité dans laquelle l'université figure dans le top 100 au classement de Shanghai.

L'université est classée dans différents classements mondiaux aux rangs suivants : 
- dans la tranche 303-401e places[32] au classement de Shanghai, rejoignant ainsi la vingtaine d'établissements français représentés. Elle y occupe un rang dans la fourchette 126-170 du classement des universités et écoles européennes ;
- dans la tranche 401-500e place[33] au classement du Times Higher Education Suplement - QS World University Rankings ;
- à la 365e place mondiale et à la 10e place française selon le classement webometric 2009[34] ;
- à la 441e place du classement mondial du Ranking Web of World Universities, et 7e française[35] ;
- à la 282e place du classement mondial du Global Universities Ranking[36].

Dans des champs plus spécifiques, l'université est classée dans la tranche 51e-75e place dans le classement de Shanghai traitant des mathématiques.

## Localisation

Localisation des campus rennais.

L'université est principalement implantée dans la ville de Rennes, où elle compte trois campus, mais possède également plusieurs sites en Bretagne. La surface totale de ces sites est de 164 hectares dont 34 hectares bâtis.
Trois campus à Rennes pour un total de 29 600 étudiants
- Campus de Beaulieu : sciences, philosophie et IUT avec 8 900 étudiants
- Campus du centre : sciences humaines (sciences économiques, gestion, droit et science politique) avec 8 800 étudiants
- Campus de Villejean : santé (médecine, pharmacie, odontologie) avec 6 500 étudiants

Les autres sites d'enseignement sont à Lannion (1 000 étudiants), Saint-Brieuc (1 000 étudiants), Saint-Malo (700 étudiants), Fougères (100 étudiants) et Dinard (30 étudiants).
Il y a également près de 500 étudiants chaque année qui font leurs études à l'étranger.
L'université dispose également de trois lieux d'expérimentations :
- la station biologique de l'île Bailleron ;
- la station radar de Monterfil ;
- la station biologique de Paimpont.

Elle possède aussi un musée à Penmarch.

## Vie étudiante

### Évolution démographique
| 1972   | 1975   | 1978   | 1981   | 1984   | 1987   | 1990   | 1993   | 1996   |
| ------ | ------ | ------ | ------ | ------ | ------ | ------ | ------ | ------ |
| 13 094 | 14 678 | 16 256 | 17 454 | 18 058 | 18 770 | 23 100 | 27 292 | 26 001 |

| 1999   | 2000   | 2001   | 2002   | 2003   | 2004   | 2005   | 2006   | 2007   |
| ------ | ------ | ------ | ------ | ------ | ------ | ------ | ------ | ------ |
| 24 337 | 24 298 | 23 291 | 23 568 | 24 001 | 24 070 | 24 236 | 24 093 | 23 780 |

| 2008   | 2009   | 2010   | 2011   | 2012   | 2013   | 2014   | 2015   | - |
| ------ | ------ | ------ | ------ | ------ | ------ | ------ | ------ | - |
| 23 604 | 24 847 | 25 132 | 25 892 | 26 441 | 26 762 | 29 134 | 29 601 | - |

### Vie culturelle
Afin de pouvoir accueillir diverses manifestations culturelles et activités sportives, le service culturel de l’université de Rennes I est doté du "Diapason", bâtiment situé sur le campus de Beaulieu. Ouvert en septembre 2005, le Diapason est une salle de spectacles avec une salle d'exposition et des équipements sportifs pour que les associations d'étudiants puissent mener à bien leurs projets.

## Personnalités liées à l'université

### Enseignants
- Alain Berbouche
- Pierre-Maurice Duhem (1861-1916), philosophe
- Félix Dujardin (1801-1860), naturaliste, premier doyen de la faculté de sciences
- Edmond Hervé, homme politique (sénateur, ancien maire de Rennes, ancien ministre, ancien député d'Ille-et-Vilaine) et ancien professeur-assistant en droit
- Yves Milon, ancien maire de Rennes, professeur de géologie
- Louis Le Pensec (1937), homme politique, professeur de sciences économiques de 1970 à 1973
- Marcel Planiol († 1931)
- Hubert Guillotel († 2004)
- Claude Champaud († 2019)
- Jean Baudouin
- Jean Raux, professeur émérite de droit communautaire
- Loïc Cadiet (de 1980 à 1992)
- Jacques Lucas, académicien[51]
- Jean Peeters[52], président de l'université de Bretagne-Sud
- Jean-Jacques Durand : fondateur de Cdiscount.

### Étudiants
Universitaires

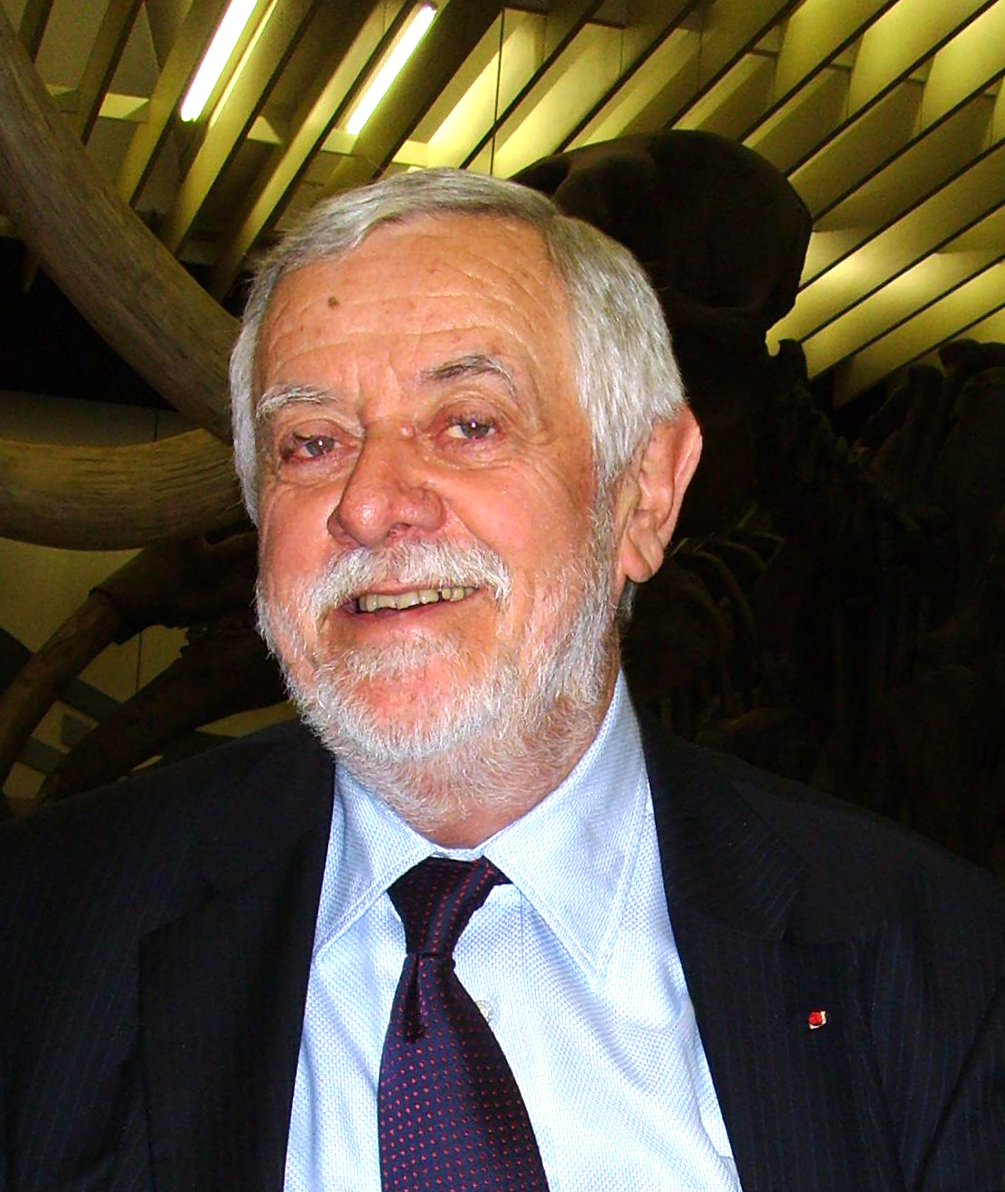
Yves Coppens, codécouvreur du fossile de Lucy.

- Jean-François Huchet, président de l'INALCO
- Yves Coppens, paléontologue
- Nadia Ghazzali, rectrice de l'université du Québec à Trois-Rivières[53]

Hommes politiques et entrepreneurs
- Yves Cochet, ministre de l'écologie
- Edmond Hervé, ministre de la santé
- Louis Le Duff[54], entrepreneur.
- Abel Goumba[55], 18e Premier ministre de la République centrafricaine.
- Paul Biyoghe Mba[56], 10e Premier ministre du Gabon.
- Alexandre Léontieff, président de la Polynésie française de 1987 à 1991.
- Christian Noyer[57], vice-président de la Banque centrale européenne, gouverneur de la Banque de France.
- Agnès Ndoumbé Mandeng, première dirigeante de la banque publique camerounaise BC-PME.
- Jean-Jacques Urvoas, 29e Garde des sceaux, Ministre de la justice, député PS de la 1re circonscription du Finistère.
- Loïg Chesnais-Girard[58], président de la région Bretagne

Artistes et sportifs
- Raymond Keruzoré[59], joueur de football professionnel, vainqueur de la coupe de France en 1971, joueur de l'équipe de France
- Philippe Quémerais[60], champion du monde par équipe de canoë, 5e aux Jeux olympiques d'Athènes
- Nicolas Peyrac, chanteur

### Docteurshonoris causa
Prix Nobel
- Roald Hoffmann : prix Nobel de chimie
- Ryoji Noyori : prix Nobel de chimie, enseigna à l'université en 1995[61]
- Richard R. Schrock : prix Nobel de chimie[62]

Autres
- Thomas E. Starzl
- Oystein Fischer
- David May
- Maurice Brookhart
- Leslie Lamport
- Tilo Schabert
- Jean-Charles Chebat
- Dan Popescu[62]
- Alex Hansen[62]

## Identité visuelle
Le logo de l'université a évolué au fil des années. L'origine de celui-ci remonte au sceau de l'université de Rennes, repris dans un premier temps presque à l'identique, et adopté initialement par le recteur Le Moal, dernier chancelier de l'université. Il transposait une boucle de ceinture retrouvée dans l'épave d'un bateau celte, et figurant trois tritons. La disposition de ces tritons en étoile symbolisaient la fidélité (l'image du triton), la solidarité (la disposition des tritons veillant sur les arrières les uns des autres), et la confiance en l'avenir (la disposition en étoile).
L'université adopte un nouveau logo lors de l'été 2005. L'image du triton est alors gardée, les autres aspects n'étant plus conservés.

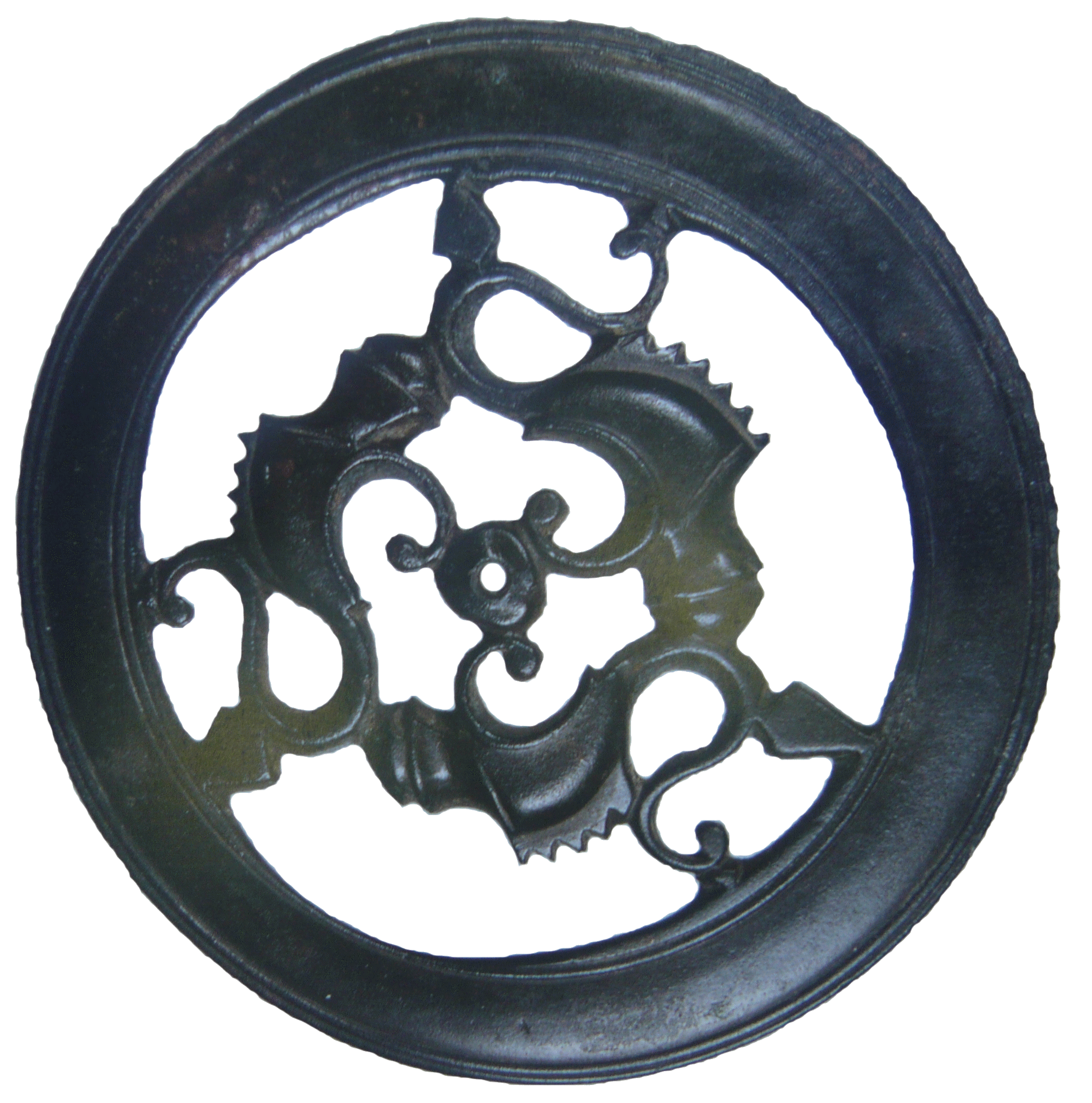
Phalère initiale.
Logo de l'université de Rennes.
Logo de Rennes 1 jusqu'à l'été 2005.
Logo actuel de l'université, ne faisant plus figurer que l'image du triton.